# Wibax-Patriots
Wibax Patriot IBK Piteå är innebandyklubb i Piteå. Den bildades genom en sammanslagning av Wibax IBF och Öjebyn IBF som skedde 2011. 
Säsongen 2009/10 var första säsongen den nya föreningen spelade tillsammans. Säsongen dessförinnan åkte Öjebyn IBF ur dåvarande näst högsta serien, division-1 medan Wibax IBF misslyckats att kvala upp till division 1.  Säsongen 2014/2015 spelar klubben i Allsvenskan efter att man vunnit fyra raka kvalmatcher mot först Hudik/Björkberg IBK och sedan Skellefteå IBK. Hemmamatcherna spelas i Norrmalmia Sporthall. I klubbens första säsong i näst högsta serien krävdes det ett mål med en sekund kvar för att hålla sig kvar. Det var backen Tobias Viklund som satte bollen som säkrade kontraktet.  
Klubben är den gemensamma seniorföreningen i Piteå kommun. Under Wibax Patriots finns tre ungdomslag. Det är Wibax IBF, Öjebyn IF och Långskatans IF. Mellan senior- och ungdomsföreningarna finns det ett samarbete och ungdomsspelarna flyttas upp till Patriots ungefär vid 15 års ålder.

## Aktuell A-lagstrupp

### Målvakter
- #1  Oscar Öberg
- #39  John Stiglund

### Backar
- #5  Anton Grundström
- #9  Jonas Strandelin
- #14  Linus Burman
- #15  Aron Berglund
- #23  Hampus Modigs
- #27  Emil Johansson
- #44  Birk Sollenius
- #97  Tobias Wiklund

### Forwards
- #7  Johan Söderström
- #11  Andreas Långström
- #12  Jonas Landström
- #13  Elias Nyström
- #17  Erik Nilsson
- #18  Erik Wuopio
- #20  Daniel Bergstedt
- #22  Tommy Nilsson
- #47  Johan Eklöf
- #55  Thobias Forss
- #71  Josef Söderström
- #77  Marcus Renberg
- #89  Joel Grape Tjernström
- #91  Jonas Karlsson

### Tränare
- Joakim Sandberg, huvudtränare
- Fredrik Wallström, assisterande tränare
- Anders Burman, lagledare/materialare